# Ernst Lecher
Ernst Lecher (Viena, 1 de junho de 1856 — Viena, 19 de julho de 1926) foi um físico austríaco, reconhecido como fundador de técnicas de medição em altas frequências.